# Soledad Bravo
Pour les articles homonymes, voir Bravo.

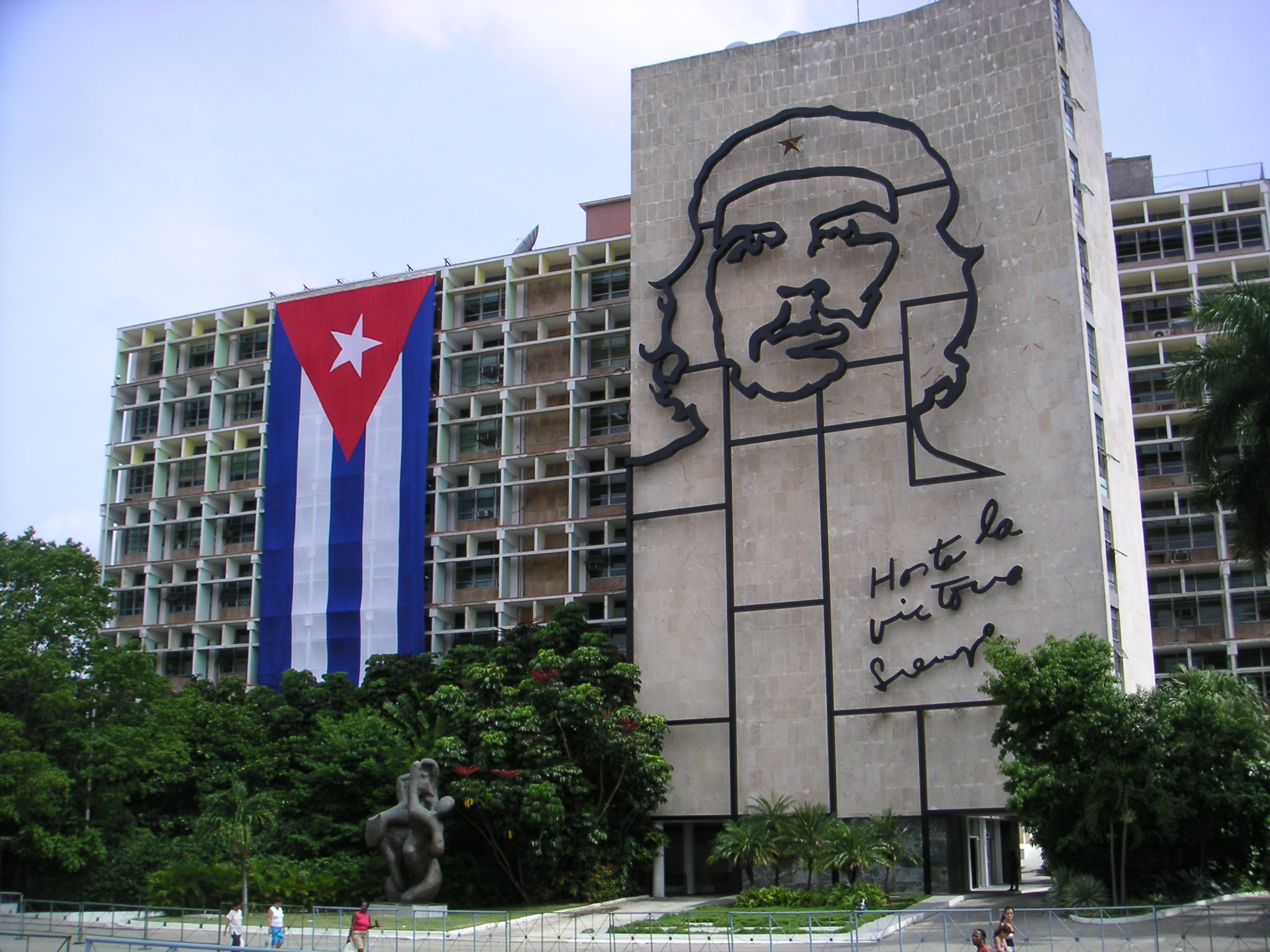
es« Hasta la victoria siempre », slogan de la révolution cubaine qui est ensuite devenu celui du régime castriste ainsi que le leitmotiv de nombreuses utopies révolutionnaires.

Soledad Bravo est née à Logroño, en Espagne le 1er janvier 1943, mais a émigré au Venezuela à 7 ans avec ses parents. Elle est donc une chanteuse vénézuélienne, considérée comme l'une des principales voix d'Amérique latine. Elle a notamment interprété Hasta siempre, chanson mondialement connue de Carlos Puebla, en hommage à Ernesto « Che » Guevara. Elle a également interprété, sur son troisième album, deux chansons de Barbara, Göttingen et Gare du nord.

## Biographie
Elle a commencé sa carrière dans les années 1960 en mettant en musique et en interprétant des poèmes espagnols (Federico García Lorca, Rafael Alberti, Chicho Sánchez Ferlosio)  et latinoaméricains (Violeta Parra, Carlos Puebla, ainsi que les Brésiliens Chico Buarque, Tom Jobim, Vinícius de Moraes).
Son répertoire s'étend du folklore au jazz, en passant par la salsa, la musique ranchera et le boléro. 

## Discographie
Ses disques, une trentaine d'albums, ont été édités dans toute l'Amérique latine et dans presque toute l'Europe, y compris en Turquie.
- Soledad Bravo Canta (1968)
- Soledad (1969)
- Soledad Bravo, Vol. 3 (1970)
- Soledad Bravo, Vol. 4 (1973)
- Cantos De La Nueva Trova Cubana (1974)
- Canto La Poesia De Mis Companeros (1975)
- Rafael Alberti (1977). Chansons adaptées des poèmes de Rafael Alberti et poèmes dits par l'auteur.
- Flor Del Cacao (1979)
- Cantos Sefardíes (1980)
- Caribe (1982)
- Mambembe (1983)
- Volando Voy (1993)
- Arrastrando La Cobija (1994)
- En Vivo (1994)
- Songs of Venezuela (1995)
- Raíces (1995)
- Cuando Hay Amor (1996)
- Cantos Revolucionarios De América Latina (1997)
- Paloma Negra (2001)
- Homenaje à Alfredo Zitarrosa (2002)

## Liens
- Discographie et Biographie (en espagnol)